# ArenaNet
ArenaNet, LLC является американской компанией разработчиков игр и дочерней компанией NCSoft, работающей над Guild Wars и Guild Wars 2. Их штаб квартира расположена в Белвью, Вашингтон, США, и их цель — «создание современной, интерактивной игровой сети и разработка передовых многопользовательских онлайн игр для преданных игроков.»

## История
ArenaNet была основана в 2000 году Майком О’Брайеном, Патриком Уайеттом и Джеффом Стрейном. Все трое пришли из компании Blizzard Entertainment и ранее принимали участие в разработке таких игр, как Warcraft, Diablo, Starcraft, World of Warcraft и игровой сети Battle.net.Новообразованная организация первоначально называлась «Triforge», но в скором времени была переименована в «ArenaNet».
ArenaNet была приобретена компанией NCsoft в 2002 году.
10 сентября 2008 года NCSoft объявила о создании NCSoft West со штаб-квартирой в Сиэтле, штат Вашингтон. Основатели ArenaNet Джефф Стрейн и Патрик Вятт покинули ArenaNet, чтобы перейти на работу в NCSoft West в 2008 году, и в конечном итоге покинули NCSoft в 2009 году.
В феврале 2019 года ArenaNet подверглась значительным увольнениям, которые, по оценкам, коснулись 33% сотрудников. Компания также объединилась с издательским подразделением NCSoft.  В октябре 2019 года оставшийся основатель Майк О'Брайен  объявил о своем уходе и основании новой студии под названием Manaworks.После ухода Майка О'Брайена в 2019 году Джон Тейлор занял пост директора студии ArenaNet. В 2020 году Колин Йохансон, ранее директор Guild Wars 2, присоединился к Джону Тейлору в качестве директоров ArenaNet.

## Персонал
В течение трёх лет количество сотрудников ArenaNet возросло до 250+ человек. Двое из трех основателей покинули компанию, но есть несколько других членов персонала, «видных» сообществу игроков. Например Регина Буэнаобра, Мартин Керстейн и Гейл Грей. Полный список команды ArenaNet можно увидеть в игровых титрах Guild Wars 1, а также на официальном веб-сайте ArenaNet (указан в списке ссылок внизу страницы).